# One Punch-Man
One Punch-Man (ワンパンマン, Wanpanman) és un manga que originalment va ser un webcomic iniciat el 2009, creat per l'artista One. Amb el temps aquest webcomic va guanyar tanta popularitat que va ser contactat per Yusuke Murata, il·lustrador d'Eyeshield 21, per convertir One Punch-Man en un manga serialitzat. Va ser publicada el 14 de juny de 2012 a la revista Young Jump. La sèrie actualment es troba en desenvolupament. El manga es troba llicenciat per Viz media.

## Argument
La història té lloc en una de les metròpolis fictícies de la Terra, la ciutat Z al Japó. El món està ple d'estranys monstres que apareixen misteriosament i causen molts desastres. Saitama, el protagonista, és un poderós superheroi que derrota fàcilment als monstres o altres dolents amb un únic cop. A causa d'això, ha trobat avorrida la seva força i sempre està tractant de trobar rivals més poderosos que el puguin igualar.
En les seves aventures es troba amb nous amics, enemics i el seu propi deixeble, el cyborg Genos, i s'uneix a l'Associació d'herois per guanyar fama per totes les seves accions per prevenir el mal. Tot i derrotar molts enemics forts que els principals herois, fins i tot els de l'Associació d'Herois, són incapaços de derrotar, Saitama és incapaç d'aconseguir el reconeixement de les seves accions en general. La majoria de la gent el discrimina per la seva aparença física normal i alguns l'acusen de ser un heroi fals. Només un petit nombre d'individus reconeixen el seu increïble talent i humilitat cap als altres.

## Anime
El manga va ser adaptat a una sèrie a càrrec de l'estudi Madhouse. Aquesta sèrie es va estrenar a la televisió japonesa el mes d'octubre de 2015.
El director és Shingo Natsume, el guionista Tomohiro Suzuki i l'encarregat del disseny dels personatges, Chikashi Kubota. A més, els seiyūs Makoto Furukawa i Kaito Ishikawa interpreten Saitama i Genos, respectivament.

### Repartiment
| Personatge           | Actor de veu original |
| -------------------- | --------------------- |
| Saitama              | Makoto Furukawa       |
| Genos                | Kaito Ishikawa        |
| Speed-o’-Sound Sonic | Yūki Kaji             |
| Tornado of Terror    | Aoi Yuki              |
| License-less Rider   | Yūichi Nakamura       |
| Silverfang           | Kazuhiro Yamaji       |
| Sweet Mask           | Mamoru Miyano         |
| King                 | Hiroki Yasumoto       |
| Zombieman            | Takahiro Sakurai      |
| Tank-top Master      | Katsuyuki Konishi     |
| Atomic Samurai       | Kenjirō Tsuda         |
| Metal Bat            | Wataru Hatano         |